# Capitoli di Kingdom

Copertina del primo volume dell'edizione italiana, raffigurante il protagonista Shin

Questa è la lista dei capitoli di Kingdom, manga scritto e disegnato da Yasuhisa Hara. Nel gennaio 2006, il manga ha debuttato in un numero della rivista Weekly Young Jump, ed è tuttora pubblicato dalla rivista. Il primo volume tankōbon è stato pubblicato da Shūeisha il 19 maggio 2006 e al 17 luglio 2025 ne sono stati messi in vendita in tutto settantasei.
In Italia è stato pubblicato da GP Manga da giugno 2011 a maggio 2016 per i primi 27 volumi, mentre J-Pop continua la distribuzione dei successivi numeri a partire dal settembre dello stesso anno.

## Volumi 1-10
| Nº | Titolo italiano Giapponese 「Kanji」 - Rōmaji | Data di prima pubblicazione             | Data di prima pubblicazione              |
| Nº | Titolo italiano Giapponese 「Kanji」 - Rōmaji | Giapponese                              | Italiano                                 |
| 1  | Ragazzi senza nome 「無名の少年」 - Mumei no shōnen | 19 maggio 2006 ISBN 978-4-08-877079-6   | 30 giugno 2011 ISBN 978-88-6468-467-3    |
| 1  | Capitoli - 1. Ragazzi senza nome (無名の少年?, Mumei no shōnen) - 2. La mappa (地図?, Chizu) - 3. Il sostituto (身代わり?, Migawari) - 4. La mano dell'esercito ribelle (反乱軍の手?, Hanran gun no te) - 5. Il fratellastro (異母弟?, Ibo-tei) - 6. La decisione di Piao (漂の決意?, Piāo no ketsui) - 7. Il sicario venuto dal sud (南方から来た刺客?, Nanpō kara kita shikaku) - 8. L'uccellaccio di Qin (秦の怪鳥?, Qín no kaichō) |                                         |                                          |
| 2  | La strada per diventare generale 「将軍への道」 - Shōgun e no dō | 18 agosto 2006 ISBN 978-4-08-877129-8   | 31 luglio 2011 ISBN 978-88-6468-468-0    |
| 2  | Capitoli - 9. Il popolo delle montagne (山の民?, Yama no min) - 10. Disattenzione (油断?, Yudan) - 11. Fermezza (不退転?, Fu taiten) - 12. Servitori fedeli (忠臣?, Chūshin) - 13. Battaglia incandescente (熱き合戦?, Netsu ki kassen) - 14. La strada per diventare generale (将軍への道?, Shōgun e no dō) - 15. Il cancelliere Lu (呂丞相?, Lǚ jōshō) - 16. I trecento soldati Maiju (馬酒兵三百?, Mǎjiǔ hei sanbyaku) - 17. L'incontro (遭遇?, Sōgū) - 18. La consegna (託す思い?, Takusu omoi) - 19. Un mondo inaspettato (驚愕の世界?, Kyōgaku no sekai)                                                     |                                         |                                          |
| 3  | Xiangyang, la capitale 「王都咸陽」 - Ōto Kan'yō | 17 novembre 2006 ISBN 978-4-08-877171-7 | 30 agosto 2011 ISBN 978-88-6468-469-7    |
| 3  | Capitoli - 20. Yang Duanhe (楊端和?, Yotanwa) - 21. Il colloquio (会談?, Kaidan) - 22. L'alleanza (盟?, Mei) - 23. Il titolo di principe ereditario (太子の座?, Taishi no za) - 24. Il sogno della cavalleria (騎兵の夢?, Kihei no yume) - 25. 3000 contro 80000 (３千対８万?, Sanzen tsui hachi man) - 26. Xiangyang, la capitale (王都咸陽?, Ōto Kan'yō) - 27. L'ingresso (開門?, Kaimon) - 28. L'avanguardia (先陣?, Senjin) - 29. Fulmini e saette (電光石火?, Denkō sekka) - 30. Faccia a faccia (対面?, Taimen)                                                                                              |                                         |                                          |
| 4  | La risata del principe 「嘲笑う王弟」 - Azakewarau ōtei | 19 febbraio 2007 ISBN 978-4-08-877213-4 | 24 settembre 2011 ISBN 978-88-6468-470-3 |
| 4  | Capitoli - 31. I balestrieri di Wei Xing (魏興の弩行隊?, Gikō no ishiyumi gyō-tai) - 32. Il capo dei carnefici (人斬り長?, Hitokiri-chō) - 33. Reazione a catena (触発?, Shokuhatsu) - 34. Fuori di testa (逆上?, Gyakujō) - 35. L'aiuto (合力?, Gōriki) - 36. La risata del principe (嘲笑う王弟?, Azakewarau ōtei) - 37. Il nemico (仇?, Ada) - 38. Rankai (ランカイ?, Rankai) - 39. Bajiou (バジオウ?, Bajiō) - 40. Il male (悪?, Aku) - 41. Il colpo di grazia (決定打?, Kettei-da) |                                         |                                          |
| 5  | Il primo castello 「最初の城」 - Saisho no shiro | 18 maggio 2007 ISBN 978-4-08-877259-2   | 22 ottobre 2011 ISBN 978-88-6468-531-1   |
| 5  | Capitoli - 42. Sogno (夢幻?, Mugen) - 43. Arriva l'uccellaccio (怪鳥飛来?, Kaichō hirai) - 44. Re Zhao (昭王?, Shō ō) - 45. Faccia a faccia (対峙?, Taiji) - 46. I fratelli (兄弟?, Kyōdai) - 47. Il primo castello (最初の城?, Saisho no shiro) - 48. Il reclutamento (募集?, Boshū) - 49. Wu (伍?, Go) - 50. L'esercito di Wei (魏国軍?, Wèi kokugun) - 51. Ci si rivede (再会?, Saikai) - 52. La pianura Shegan (蛇甘平原?, Dakan heigen) - Extra. Ricordi del villaggio Heibei (黒卑村回想?, Hēibēi son kaisō)                                                                                                 |                                         |                                          |
| 6  | La battaglia del wu 「伍の戦い」 - Go no tatakai | 19 luglio 2007 ISBN 978-4-08-877289-9   | 19 novembre 2011 ISBN 978-88-6468-532-8  |
| 6  | Capitoli - 53. La riorganizzazione dell'esercito (軍編成?, Gun hensei) - 54. Cinque uomini, un corpo solo (五身一体?, Go mi ittai) - 55. La battaglia del wu (伍の戦い?, Go no tatakai) - 56. Il corpo dei carri da guerra (戦車隊?, Sensha-tai) - 57. La barriera difensiva di Qiang Lei (羌瘣の防壁?, Kyōkai no bōheki) - 58. Il duello (一騎打ち?, Ikki uchi) - 59. Fiuto (嗅覚?, Kyūkaku) - 60. L'onda impetuosa della cavalleria (騎馬隊怒涛?, Kiba-tai dotō) - 61. Onori e ricompense (栄誉と恩賞?, Eiyo to onshō) - 62. L'irruzione nelle linee nemiche (肉迫?, Nikuhaku) - 63. Il miracolo (奇蹟?, Kiseki) |                                         |                                          |
| 7  | Il talento del generale 「将の才力」 - Shō no sai-ryoku | 19 ottobre 2007 ISBN 978-4-08-877336-0  | 24 dicembre 2011 ISBN 978-88-6468-533-5  |
| 7  | Capitoli - 64. Le parole del comandante (将の言葉?, Shō no kotoba) - 65. L'intruso (乱入者?, Rannyū-sha) - 66. Tipologie di capi militari (武将の型?, Bushō no kata) - 67. Il talento del generale (将の才力?, Shō no sai-ryoku) - 68. Il generale (将軍?, Shōgun) - 69. Attacco a tenaglia (挟撃?, Kyōgeki) - 70. Due grandi (両雄?, Ryōyū) - 71. Scontro fra generali (大将対決?, Taishō taiketsu) - 72. Il regno scomparso (亡国?, Bōkoku) - 73. Ritorno a casa (帰国?, Kikoku) - 74. La concubina (伽?, Togi)                                                                                                  |                                         |                                          |
| 8  | Il passato 「過去」 - Kako | 19 dicembre 2007 ISBN 978-4-08-877361-2 | 21 gennaio 2012 ISBN 978-88-6468-605-9   |
| 8  | Capitoli - 75. Il passato (過去?, Kako) - 76. Contrabbandieri (闇商?, Yami shō) - 77. Eludendo i posti di controllo (関所抜け?, Sekisho nuke) - 78. Solitudine (孤独?, Kodoku) - 79. Spettri (亡霊?, Bōrei) - 80. Commiato (訣別?, Ketsubetsu) - 81. Addio (別離?, Betsuri) - 82. Capitano (百将?, Hyaku shō) - 83. Chi You (蚩尤?, Shiyū) - 84. L'attacco dei sicari (刺客急襲?, Shikaku kyūshū) - 85. La danza di Qiang Lei (羌瘣舞う?, Kyōkai mau) |                                         |                                          |
| 9  | Un nome millenario 「千年の名」 - Sen nen no na | 19 marzo 2008 ISBN 978-4-08-877409-1    | 18 febbraio 2012 ISBN 978-88-6468-606-6  |
| 9  | Capitoli - 86. Il burattinaio (黒幕?, Kuromaku) - 87. Un nome millenario (千年の名?, Sen nen no na) - 88. Compagni d'arme (戦友?, Sen'yū) - 89. Punti deboli (弱点?, Jakuten) - 90. Diversivo (時間稼ぎ?, Jikan kasegi) - 91. Il tratto distintivo (本領?, Honryō) - 92. Segreti (秘密?, Himitsu) - 93. Vera identità (正体?, Shōtai) - 94. La cerimonia (祭?, Matsuri) - 95. La legge (掟?, Okite) - 96. Il gruppo di Lu Shi (呂氏派?, Ryo-shi-ha) |                                         |                                          |
| 10 | I sei grandi generali 「六大将軍」 - Roku dai shōgun | 19 giugno 2008 ISBN 978-4-08-877462-6   | 24 marzo 2012 ISBN 978-88-6468-607-3     |
| 10 | Capitoli - 97. Lo sconosciuto (未知なる男?, Michi naru otoko) - 98. La richiesta (上奏?, Jōsō) - 99. I sei grandi generali (六大将軍?, Roku dai shōgun) - 100. In due (二人?, Futari) - 101. La nuova strada (新たな道?, Arata na dō) - 102. Dipende da me (オレ次第?, Ore shidai) - 103. Stratega (軍師?, Gunshi) - 104. Chiacchiere notturne (夜語り?, Yoru-katari) - 105. Tutti nudi (裸の付き合い?, Hadaka no tsukiai) - 106. La richiesta d'addestramento (修行願い?, Shugyō negai) - 107. Terre di nessuno (無国籍地帯?, Mu kokuseki chitai)                                                                 |                                         |                                          |

## Volumi 11-20
| Nº | Titolo italiano Giapponese 「Kanji」 - Rōmaji | Data di prima pubblicazione              | Data di prima pubblicazione              |
| Nº | Titolo italiano Giapponese 「Kanji」 - Rōmaji | Giapponese                               | Italiano                                 |
| 11 | Wang Qi va in guerra 「王騎出陣」 - Ōki shutsujin | 19 settembre 2008 ISBN 978-4-08-877504-3 | 21 aprile 2012 ISBN 978-88-6468-608-0    |
| 11 | Capitoli - 108. I tre grandi del cielo (三大天?, San dai ten) - 109. L'invasione di Zhao (趙の蹂躙?, Zhào no jūrin) - 110. L'abilità del generale (将の力量?, Shō no rikiryō) - 111. L'investitura (任命?, Ninmei) - 112. Il raduno dei compagni d'armi (戦友集結?, Sen'yū shūketsu) - 113. Mayàng (馬陽?, Uma yō) - 114. Wang Qi va in guerra (王騎出陣?, Ōki shutsujin) - 115. Pang Nuan (龐煖?, Hōken) - 116. Il frutto dell'arte della guerra (武の結晶?, Bu no kesshō) - 117. Il motivo (理由?, Riyū) - 118. I due eserciti schierati (両軍揃う?, Ryōgun sorou)                                                                                   |                                          |                                          |
| 12 | La freccia 「飛矢」 - Hi ya | 19 dicembre 2008 ISBN 978-4-08-877563-0  | 26 maggio 2012 ISBN 978-88-6468-609-7    |
| 12 | Capitoli - 119. L'avanguardia si muove (先鋒隊動く?, Senpō-tai ugoku) - 120. L'incarico (任務?, Ninmu) - 121. Inincognito (潜行?, Senkō) - 122. Attacco suicida (特攻?, Tokkō) - 123. L'ala sinistra nel caos (左軍混乱?, Hidari gun konran) - 124. Attacco a sorpresa (虚を突く?, Kyo o tsuku) - 125. Distanza (距離?, Kyori) - 126. Il gruppo di soldati scelti (精兵部隊?, Seihei butai) - 127. Bravi (上手?, Jōte) - 128. Diviso 100 (百等分?, Hyaku tōbun) - 129. La freccia (飛矢?, Hi ya) |                                          |                                          |
| 13 | La calamità 「天災」 - Tensai | 19 marzo 2009 ISBN 978-4-08-877611-8     | 23 giugno 2012 ISBN 978-88-6468-767-4    |
| 13 | Capitoli - 130. Fama (名声?, Meisei) - 131. Secondo giorno (二日目?, Futa-ka-me) - 132. Forza (力?, Chikara) - 133. Rompere l'andamento della guerra (戦局打破?, Senkyoku daha) - 134. Strategia vincente (作戦勝ち?, Sakusen kachi) - 135. La ritirata (退転?, Taiten) - 136. L'inseguimento (追走?, Tsuisō) - 137. L'apparizione (現る?, Arawaru) - 138. Attacco notturno (夜襲?, Yashū) - 139. La calamità (天災?, Tensai) - 140. Due contro uno (二対一?, Ni tai ichi) |                                          |                                          |
| 14 | Amico 「友」 - Tomo | 19 giugno 2009 ISBN 978-4-08-877663-7    | 4 agosto 2012 ISBN 978-88-6468-768-1     |
| 14 | Capitoli - 141. Opera di dio (神の業?, Kami no gō) - 142. Dopo 9 anni (九年ぶり?, Kyū nen-buri) - 143. Fuori controllo (把握不能?, Haaku funō) - 144. Si può sconfiggere (倒せる?, Taoseru) - 145. Tattica di "gruppo" (「集」の作戦?, ‘Shū’ no sakusen) - 146. Fallimento (失敗?, Shippai) - 147. I fratelli Wei (尾兄弟?, O kyōdai) - 148. Amici (友?, Tomo) - 149. Di nuovo insieme (再結集?, Sai kesshū) - 150. La vera forza di Wang Qi (王騎の実力?, Ōki no jitsuryoku) - 151. Meng Wu attacca (蒙武迫る?, Mōbu semaru) |                                          |                                          |
| 15 | L'attore principale 「真打ち」 - Shin'uchi | 18 settembre 2009 ISBN 978-4-08-877715-3 | 8 giugno 2013 ISBN 978-88-6634-449-0     |
| 15 | Capitoli - 152. La trappola (罠?, Wana) - 153. Le bandiere (旗?, Hata) - 154. Meng Wu abbocca (蒙武掛かる?, Mōbu kakaru) - 155. L'esercito del nord (北の軍?, Kita no gun) - 156. L'arrivo (到着?, Tōchaku) - 157. Incitare le truppe (士気高揚?, Shiki kōyō) - 158. L'attore principale (真打ち?, Shin'uchi) - 159. Supposizioni (予想?, Yosō) - 160. I comandanti supremi si incontrano (総大将見える?, Sō taishō mieru) - 161. Il guerriero solitario (個人の武?, Kojin no bu) - 162. La vera identità di Liao (摎の正体?, Kyō no shōtai) |                                          |                                          |
| 16 | Il più grande generale del mondo 「天下の大将軍」 - Tenka no Taishōgun | 18 dicembre 2009 ISBN 978-4-08-877771-9  | 20 luglio 2013 ISBN 978-88-6634-551-0    |
| 16 | Capitoli - 163. Il segreto di Liao (摎の秘密?, Kyō no himitsu) - 164. Incontro casuale (邂逅?, Kaikō) - 165. L'origine della forza (強さの根源?, Tsuyo-sa no kongen) - 166. Imcompatibili (相容れず?, Ai irezu) - 167. Il prestigio militare di Qin (秦の武威?, Qín no bui) - 168. Una nuova era (新たな時代?, Arata na jidai) - 169. Fra la vita e la morte (死線?, Shisen) - 170. Il più grande generale del mondo (天下の大将軍?, Tenka no Taishōgun) - 171. La visuale del generale (将軍の景色?, Shōgun no keshiki) - 172. Successione (継承?, Keishō) - 173. La fine della guerra (終戦?, Shūsen)                                                |                                          |                                          |
| 17 | Riboku, Kanyou blindata 「李牧､咸陽へ」 - Riboku, Kan'yō e | 19 marzo 2010 ISBN 978-4-08-877819-8     | 14 settembre 2013 ISBN 978-88-6634-615-9 |
| 17 | Capitoli - 174. Capitano di trecento uomini (三百人将?, Sanbyaku-nin shō) - 175. Li Mu a Xiangyang (李牧､咸陽へ?, Riboku, Kan'yō e) - 176. La proposta (提案?, Teian) - 177. La trattativa (交渉?, Kōshō) - 178. Il banchetto (祝宴?, Shukuen) - 179. Cinque anni (五年?, Go nen) - 180. Scaramucce (前哨戦?, Zenshō-sen) - 181. Formiche (蟻?, Ari) - 182. Giocare d'anticipo (出し抜く?, Dashinuku) - 183. Il terzo potere (第三勢力?, Dai san seiryoku) - 184. La regina madre (太后?, Taigō) |                                          |                                          |
| 18 | Si deve cogliere ogni occasione 「希貨置くべし」 - Ki ka okubeshi | 18 giugno 2010 ISBN 978-4-08-877873-0    | 21 dicembre 2013 ISBN 978-88-6634-813-9  |
| 18 | Capitoli - 185. Madre e figlio (母子?, Boshi) - 186. La visione di Mei Ji (美姫の面影?, Biki no omokage) - 187. Racconta, Xiang (向､伝える?, Kō, tsutaeru) - 188. Si deve cogliere ogni occasione (希貨置くべし?, Ki ka okubeshi) - 189. La squadra dei grandi (揃い踏み?, Soroibumi) - 190. L'assedio (攻城?, Kōjō) - 191. La forza militare della compagnia Yu Feng (玉鳳の武?, Gyoku Hō no bu) - 192. La realtà di un'invasione (侵略の現実?, Shinrya ku no genjitsu) - 193. A modo mio (俺のやり方?, Ore no yari kata) - 194. L'uomo chiamato Lian Po (その男､廉頗?, Sono otoko, Renpa) - 195. La sera a Jinliguan (近利関の夜?, Kinrikan no yoru) |                                          |                                          |
| 19 | Comandante 「千人将」 - Sen-nin shō | 19 agosto 2010 ISBN 978-4-08-879015-2    | 19 aprile 2014 ISBN 978-88-6634-876-4    |
| 19 | Capitoli - 196. La lancia volante (飛槍?, Hi yari) - 197. L'aura del generale (武将の空気?, Bushō no kūki) - 198. Wang Qi e Lian Po (王騎と廉頗?, Ōki to Renpa) - 199. Una strana abitudine (不思議な癖?, Fushigi na kuse) - 200. Comandante (千人将?, Sen-nin shō) - 201. La voce di Xin (信の声?, Shin no koe) - 202. L'annuncio (告げる?, Tsugeru) - 203. L'abbraccio (抱擁?, Hōyō) - 204. Unità formate d'urgenza (急造部隊?, Kyūzō butai) - 205. Tecnica mortale della lancia (必殺の槍術?, Hissatsu no sōjutsu) - 206. La strategia della compagnia Fei Xin (飛信隊の作戦?, Hi Shin-tai no sakusen)                                              |                                          |                                          |
| 20 | Malvagio 「曲者」 - Kusemono | 19 novembre 2010 ISBN 978-4-08-879057-2  | 21 giugno 2014 ISBN 978-88-6634-898-6    |
| 20 | Capitoli - 207. Xuan Feng entra in battaglia (玄峰、参戦?, Genpō, sansen) - 208. L'ubicazione del quartier generale nemico (敵本陣の場所?, Teki honjin no basho) - 209. Xuan Feng beffeggia (玄峰、翻弄?, Genpō, honrō) - 210. Presi per il naso (手玉?, Tedama) - 211. I vice generali si muovono (副将、動く?, Fukushō, ugoku) - 212. Il farabutto (曲者?, Kusemono) - 213. La proposta di Meng Tian (蒙恬の提案?, Mōten no teian) - 214. Lotta congiunta (共闘?, Kyōtō) - 215. I soldati di Lun Hu (輪虎兵?, Wa tora hei) - 216. Alle costole (肉薄?, Nikuhaku) - 217. Xin riesce in un sol colpo (信、一気呵成?, Shin, ikki kasei)                 |                                          |                                          |

## Volumi 21-30
| Nº | Titolo italiano Giapponese 「Kanji」 - Rōmaji | Data di prima pubblicazione             | Data di prima pubblicazione              |
| Nº | Titolo italiano Giapponese 「Kanji」 - Rōmaji | Giapponese                              | Italiano                                 |
| 21 | La stoffa del generale 「将器」 - Shōki | 18 febbraio 2011 ISBN 978-4-08-879101-2 | 30 agosto 2014 ISBN 978-88-6883-074-8    |
| 21 | Capitoli - 218. Lo squadrone si Bi (壁隊?, Heki tai) - 219. Oltre il limite (越える?, Koeru) - 220. Bi esita (壁、惑う?, Heki, madou) - 221. Dietro e ancora dietro (裏の裏?, Ura no ura) - 222. La stoffa del generale (将器?, Shōki) - 223. Lacune (欠落?, Ketsuraku) - 224. L'ultima mattina (最後の朝?, Saigo no asa) - 225. Cerchi rotanti (輪動?, Rindō) - 226. Sberleffi (おちょくり?, Ochokuri) - 227. Idea di lunga data (長年の考え?, Naganen no kangae) - 228. Tempo per perfezionare (練る時間?, Neru jikan) |                                         |                                          |
| 22 | Il tempo che fu 「あの時代」 - Ano jidai | 19 maggio 2011 ISBN 978-4-08-879141-8   | 20 dicembre 2014 ISBN 978-88-6883-137-0  |
| 22 | Capitoli - 229. Gara d'intelligenza (知恵比べ?, Chie kurabe) - 230. Un istante (刹那?, Setsuna) - 231. Per volontà dei cieli (天の計らい?, Ten no hakarai) - 232. Lotta solitaria (孤軍奮闘?, Kogun funtō) - 233. Un compagno prezioso (大事な仲間?, Daiji na nakama) - 234. Dritto in vetta (頂上一気?, Chōjō ikki) - 235. Ardore (熱きもの?, Netsu kimono) - 236. La rabbia di Lian Po (廉頗の怒り?, Renpa no ikari) - 237. Il tempo che fu (あの時代?, Ano jidai) - 238. A proprio arbitrio (自分勝手に?, Jibun katte ni) - 239. Parole inaspettate (意外な言葉?, Igai na kotoba) |                                         |                                          |
| 23 | Riconoscimento al merito 「論功行賞」 - Ronkō kōshō | 19 agosto 2011 ISBN 978-4-08-879184-5   | 21 marzo 2015 ISBN 978-88-6883-186-8     |
| 23 | Capitoli - 240. Scacco matto (詰み?, Tsumi) - 241. L'unico e solo (唯一つ?, Tada hito-tsu) - 242. Saluti (見送り?, Miokuri) - 243. Riconoscimento al merito (論功行賞?, Ronkō kōshō) - 244. La tattica di Xin (信の作戦?, Shin no sakusen) - 245. L'arrivo dello stratega (軍師の到着?, Gunshi no tōchaku) - 246. La decisione di Diao (貂の覚悟?, Ten no kakugo) - 247. La prima battaglia dello stratega (軍師の初陣?, Gunshi no uijin) - 248. In vantaggio (上を行く?, Ue o iku) - 249. Lo stratega della compagnia Fei Xin (飛信隊軍師?, Hishin-tai gunshi) - 250. Dongjun (東郡?, Tōgun) |                                         |                                          |
| 24 | Cancelliere di Stato 「相国」 - Shōkoku | 18 novembre 2011 ISBN 978-4-08-879223-1 | 23 maggio 2015 ISBN 978-88-6883-279-7    |
| 24 | Capitoli - 251. Il generale di Yan (燕の将軍?, Yàn no shōgun) - 252. La battaglia di Ju Xin (劇辛の戦?, Gekishin no ikusa) - 253. Una guerra insignificante (下らぬ戦?, Kudaranu ikusa) - 254. Coetanei di Chu (楚の同世代?, Chǔ no dō sedai) - 255. Cancelliere di Stato (相国?, Shōkoku) - 256. Cancelliere di sinistra (左丞相?, Hidari jōshō) - 257. Un piccolo Stato (小国?, Shōkoku) - 258. L'attività di Xu (徐の生業?, Jo no seigyō) - 259. Chu e Zhao (楚趙?, Chǔ Zhào) - 260. Il corpo di un guerriero (武人の肉体?, Bujin no nikutai) - 261. Presagi di tempesta (嵐の兆し?, Arashi no kizashi) |                                         |                                          |
| 25 | L'esercito alleato attacca 「迫り来る合従軍」 - Semarikuru gasshō gun | 17 febbraio 2012 ISBN 978-4-08-879268-2 | 5 settembre 2015 ISBN 978-88-6883-408-1  |
| 25 | Capitoli - 262. L'invasione della super potenza (超大国の侵攻?, Chō taikoku no shinkō) - 263. Oltre ogni immaginazione (想像の埒外?, Sōzō no rachigai) - 264. L'esercito alleato attacca (迫り来る合従軍?, Semarikuru gasshō gun) - 265. Il lavoro della diplomazia (外交の仕事?, Gaikō no shigoto) - 266. Figlio del destino (因縁の子?, Innen no ko) - 267. Scacchiera sotto scacco (詰んだ盤面?, Tsunda banmen) - 268. Tutti in una sola stanza (一堂に会す?, Ichidō ni kaisu) - 269. I quattro signori degli Stati combattenti (戦国四君?, Sengoku yon-kun) - 270. Assembramento a passo Hangu (函谷関終結?, Kanko-zeki shūketsu) - 271. La miccia che innesca la battaglia (開戦の口火?, Kaisen no kuchibi) - 272. La carica di Biao Gong (麃公突貫?, Hyō kō tokkan) |                                         |                                          |
| 26 | L'uomo stimato da Wang Qi 「王騎が認めた男」 - Ōki ga mitometa otoko | 18 maggio 2012 ISBN 978-4-08-879330-6   | 30 gennaio 2016 ISBN 978-88-6883-557-6   |
| 26 | Capitoli - 273. Il comandante dell'esercito di Zhao (趙軍の指揮官?, Zhào gun no shiki-kan) - 274. Ragnatela (蜘蛛の巣?, Kumo no su) - 275. Genio istintivo (本能型の才?, Honnō-gata no sai) - 276. La mossa di Feng Ming (鳳明の手?, Hōmei no te) - 277. Huan Qi sta al gioco (桓騎、向かい合う?, Kanki, mukaiau) - 278. Amore filiare (父子の情?, Fushi no jō) - 279. La spada di Meng Tian (蒙恬の剣?, Mōten no ken) - 280. La qualità di un comandante (部隊長の質?, Butai-chō no shitsu) - 281. La spada di Mo Ye (莫邪刀?, Bakuya-tō) - 282. L'uomo stimato da Wang Qi (王騎が認めた男?, Ōki ga mitometa otoko) - 283. Reciproco orgoglio (互いの自負?, Tagai no jifu)                                                                                               |                                         |                                          |
| 27 | 「人間全て」 - Ningen subete | 17 agosto 2012 ISBN 978-4-08-879390-0   | 18 maggio 2016 ISBN 978-88-6883-585-9    |
| 27 | Capitoli - 284. La maledizione in carne e ossa (呪いそのもの?, Noroi sono mono) - 285. Una landa piena di buche (穴だらけの荒野?, Ana-darake no kōya) - 286. Senza soluzione (答えのない?, Kotae no nai) - 287. L'intera umanità (人間全て?, Ningen subete) - 288. Il rapporto del primo giorno (初日の報告?, Shonichi no hōkoku) - 289. Trasformati (化けてみせろ?, Bakete misero) - 290. L'eroina Wa Lin (女傑・媧燐?, Joketsu Karin) - 291. Stallo (膠着?, Kōchaku) - 292. Le armi di Han (韓の兵器?, Kan no heiki) - 293. Guerra lampo (短期戦?, Tanki-sen) - 294. L'appello di Meng Wu (蒙武の檄?, Mōbu no geki) |                                         |                                          |
| 28 | Pericolo di resa 「陥落の危機」 - Kanraku no kiki | 19 novembre 2012 ISBN 978-4-08-879455-6 | 14 settembre 2016 ISBN 978-88-6883-782-2 |
| 28 | Capitoli - 295. Un nuovo aspetto (新たな姿?, Arata na sugata) - 296. La seconda armata si muove (第二軍動く?, Dai ni gun ugoku) - 297. Il senso degli elefanti da guerra (戦象の意味?, Ikusa zō no imi) - 298. Grande promozione in mezzo ai guai (窮地の大抜擢?, Kyūchi no dai batteki) - 299. Un nuovo ordigno d'assedio (新たな攻略手?, Arata na kōrya ku-shu) - 300. Pericolo di resa (陥落の危機?, Kanraku no kiki) - 301. Un oceano di nemici (敵の海原?, Teki no unabara) - 302. Pronto a non tornare (戻らぬ覚悟?, Modoranu kakugo) - 303. L'amor proprio di un generale (武将の矜持?, Bushō no kyōji) - 304. La trovata di Xin (信の閃き?, Shin no hirameki) - 305. Le mosse di Wang Jian (王翦の動き?, Ōsen no ugoki)                                           |                                         |                                          |
| 29 | Il più forte 「至強」 - Itari kyō | 19 febbraio 2013 ISBN 978-4-08-879521-8 | 25 gennaio 2017 ISBN 978-88-6883-870-6   |
| 29 | Capitoli - 306. Il pomeriggio del quindicesimo giorno (十五日目の午後?, Jū go nichi-me no gogo) - 307. Il comandante di cinquemila uomini Xiang Yi (五千将・項翼?, Gosen shō Kōyoku) - 308. L'attacco dell'esercito di Wa Lin (媧燐軍の突撃?, Karin gun no totsugeki) - 309. La strada verso Han Ming (汗明への道?, Ase mei e no dō) - 310. Il più forte (至強?, Itari kyō) - 311. La notifica della carriera militare (明かされる戦歴?, Akasareru senreki) - 312. La prima volta nella vita (生まれて初めて?, Umarete hajimete) - 313. L'uomo più forte (最強の漢?, Saikyō no otoko) - 314. Il più forte è deciso (至強決す?, Itari-kyō kessu) - 315. Mio figlio (俺の倅?, Ore no segare) - 316. Un passo dalla vittoria (勝利は目前?, Shōri wa mokuzen)                 |                                         |                                          |
| 30 | Biao e Fei 「麃と飛」 - Hyō to Hi | 4 aprile 2013 ISBN 978-4-08-879560-7    | 17 maggio 2017 ISBN 978-88-6883-952-9    |
| 30 | Capitoli - 317. Il retro di Passo Hangu (函谷関の裏?, Kankoku-zeki no ura) - 318. Atto conclusivo (打ち止め?, Uchidome) - 319. La collera del re di Chu (楚王の怒り?, Chǔ ō no ikari) - 320. La posizione del capo della congiura (首謀者の行方?, Shubō-sha no yukue) - 321. Una situazione scomoda (渋い状況?, Shibui jōkyō) - 322. Biao e Fei (麃と飛?, Hyō to Hi) - 323. L'apice dell'istinto (本能型の極み?, Honnō-gata no kiwami) - 324. Un grande idiota (ど阿呆?, Do ahō) - 325. Avanti (前進?, Zenshin) - 326. Un buon liquore (うまい酒?, Umai sake) - 327. La decisione di Zheng (政の決断?, Sei no ketsudan) |                                         |                                          |

## Volumi 31-40
| Nº | Titolo italiano Giapponese 「Kanji」 - Rōmaji | Data di prima pubblicazione            | Data di prima pubblicazione             |
| Nº | Titolo italiano Giapponese 「Kanji」 - Rōmaji | Giapponese                             | Italiano                                |
| 31 | Zheng prende parola 「政、語りかける」 - Sei, katarikakeru | 19 luglio 2013 ISBN 978-4-08-879609-3  | 23 agosto 2017 ISBN 978-88-3275-072-0   |
| 31 | Capitoli - 328. Trono vacante (空いた玉座?, Aita gyokuza) - 329. Prestami la spalla (肩を借りる?, Kata o kariru) - 330. Zheng prende parola (政、語りかける?, Sei, katarikakeru) - 331. Zui si prepara (蕞、準備する?, Sai, junbi suru) - 332. Annuncio a Zui (蕞に告ぐ?, Sai ni tsugu) - 333. Le mura orientali (東壁?, Tōheki) - 334. Zui combatte accanitamente (奮戦する蕞?, Funsen suru Sai) - 335. La prima notte (最初の夜?, Saisho no yoru) - 336. Fu Di si muove con slancio (傅抵、躍動す?, Fūtei, yakudō su) - 337. L'uomo che diventerà uno dei tre grandi del cielo (三大天となる男?, San dai ten to naru otoko) - 338. Duo in conflitto (葛藤する二人?, Kattō suru futari)                                                                           |                                        |                                         |
| 32 | Cancelli della città aperti 「開く城門」 - Hiraku jōmon | 18 ottobre 2013 ISBN 978-4-08-879681-9 | 22 novembre 2017 ISBN 978-88-3275-254-0 |
| 32 | Capitoli - 339. Notte di ronda (巡回の夜?, Junkai no yoru) - 340. Una trasformazione imprevedibile (予想外の変化?, Yosō-gai no henka) - 341. Il segreto è svelato (秘密の露見?, Himitsu no roken) - 342. La proposta di Chang Wen Jun (昌文君の提案?, Shōbun-kun no teian) - 343. L'appello del sesto giorno (六日目の檄?, Mui-ka-me no geki) - 344. Dare tutto il possibile (出し尽くす?, Dashi tsukusu) - 345. Le porte del castello si aprono (開く城門?, Hiraku jōmon) - 346. Rinforzi insperati (来ぬはずの援軍?, Kinu hazu no engun) - 347. Un aiuto straordinario (破格の加勢?, Hakaku no kasei) - 348. Un motivo per andare (行く理由?, Iku riyū) - 349. Leggero (軽い?, Karui)                                                                            |                                        |                                         |
| 33 | Non passò 「不抜」 - Fubatsu | 17 gennaio 2014 ISBN 978-4-08-879736-6 | 21 febbraio 2018 ISBN 978-88-3275-323-3 |
| 33 | Capitoli - 350. Svolta repentina (紫電一閃?, Shiden issen) - 351. La decisione di Li Mu (李牧の決断?, Riboku no ketsudan) - 352. Non passò (不抜?, Fubatsu) - 353. Profonda riconoscenza (深謝?, Shinsha) - 354. L'epilogo dell'esercito coalizzato (合従軍の顛末?, Gasshō gun no tenmatsu) - 355. Ricompensa speciale (特別功?, Tokubetsu kō) - 356. Reggimento di tremila uomini (三千人隊?, Sanzen-nin-tai) - 357. Fuggiasca (脱走者?, Dassō-sha) - 358. Circondata dalla clan You (囲む幽族?, Kakomu Yū-zoku) - 359. Differenze nella danza (巫舞の違い?, Kannagi Mai no chigai) - 360. Al massimo delle proprie capacità (頂上の実力?, Chōjō no jitsuryoku)                                                                                                   |                                        |                                         |
| 34 | Un'altra via 「別の道」 - Betsu no dō | 18 aprile 2014 ISBN 978-4-08-879782-3  | 23 maggio 2018 ISBN 978-88-3275-433-9   |
| 34 | Capitoli - 361. Un motivo per cambiare (変ずる理由?, Henzuru riyū) - 362. Forze agli antipodi (対極の力?, Taikyoku no chikara) - 363. Un'altra via (別の道?, Betsu no dō) - 364. Due obiettivi (二つの目標?, Futa-tsu no mokuhyō) - 365. Le parole del vecchio bianco (白老の言葉?, Hakurō no kotoba) - 366. I regni dopo la guerra (戦後の各国?, Sengo no kakkoku) - 367. Le reali intenzioni del cancelliere di stato (相国の肚?, Shōkoku no hara) - 368. I fratelli ora (兄弟の今?, Kyōdai no ima) - 369. Puzza di complotto (企ての臭い?, Kuwadate no nioi) - 370. Ombra sinistra (不穏な影?, Fuon na kage) - 371. L'insurrezione di Tunliu (屯留の異変?, Tonryū no ihen)                                                                                      |                                        |                                         |
| 35 | Spada e scudo 「剣と盾」 - Ken to tate | 18 luglio 2014 ISBN 978-4-08-879867-7  | 22 agosto 2018 ISBN 978-88-3275-537-4   |
| 35 | Capitoli - 372. L'esercito repressivo scende in campo (討伐軍出陣?, Tōbatsu gun shutsujin) - 373. Grande crescita (大いなる成長?, Ōinaru seichō) - 374. L'assedio di Tunliu (屯留攻城戦?, Tonryū kōjō-sen) - 375. Evasione (脱獄?, Datsugoku) - 376. Corridoio a zigzag (曲廊?, Kyoku rō) - 377. Spada e scudo (剣と盾?, Ken to tate) - 378. Giustizia (正義?, Seigi) - 379. Un nuovo punto strategico (新たな要所?, Arata na yōsho) - 380. Questioni private e strategia (私情と戦略?, Shijō to senrya ku) - 381. Un uomo d'altri tempi (古い人間?, Furui ningen) - 382. I draghi sputa fuoco di Wei (魏火龍?, Wèi karyū) |                                        |                                         |
| 36 | La rinata compagnia Yu Feng 「新生玉鳳隊」 - Shinsei Gyoku Hō-tai | 17 ottobre 2014 ISBN 978-4-08-890027-8 | 22 novembre 2018 ISBN 978-88-3275-610-4 |
| 36 | Capitoli - 383. L'invito (呼びかけ?, Yobikake) - 384. Dietro il duello (一騎討ちの裏?, Ikki uchi no ura) - 385. Dissidi interni (仲間割れ?, Nakama ware) - 386. La presenza di Diao (貂の存在?, Ten no sonzai) - 387. Lo scambio (交換?, Kōkan) - 388. La rinata compagnia Yu Feng (新生玉鳳隊?, Shinsei Gyoku Hō-tai) - 389. La fama di Zi Bai (紫伯の名?, Shihaku no na) - 390. Passato fratricida (同士討ちの過去?, Dōshi uchi no kako) - 391. Perdita (喪失?, Sōshitsu) - 392. L'attenzione della Cina (中華の注目?, Chūka no chūmoku) - 393. Il terzo giorno di Zhuyong (著雍三日目?, Choyō mikka-me) |                                        |                                         |
| 37 | Il futuro dei regni combattenti 「これからの戦国」 - Kore kara no sengoku | 19 gennaio 2015 ISBN 978-4-08-890098-8 | 20 febbraio 2019 ISBN 978-88-3275-723-1 |
| 37 | Capitoli - 394. Lo spettacolo (見物?, Kenbutsu) - 395. Il dovere di Wang Ben (王賁の責務?, Ōhon no sekimu) - 396. Giorni di addestramento (修練の日々?, Shūren no hibi) - 397. Verso il quartier generale (本陣へ?, Honjin e) - 398. Un motivo per non combattere (戦わぬ訳?, Tatakawanu wake) - 399. Alle strette (肉迫す?, Nikuhaku su) - 400. Caduta e ritirata (陥落と退避?, Kanraku to taihi) - 401. Il futuro dei regni combattenti (これからの戦国?, Kore kara no sengoku) - 402. Movimenti a Xiangyang (咸陽の動き?, Kanyō no ugoki) - 403. L'obiettivo della regina madre (太后の狙い?, Taigō no nerai) - 404. Il Lushi Chunqiu (呂氏春秋あらすじ?, Lǚshì Chūnqiū arasuji)                                                                                |                                        |                                         |
| 38 | Un nuovo regno 「新しい国」 - Atarashī kuni | 17 aprile 2015 ISBN 978-4-08-890141-1  | 22 maggio 2019 ISBN 978-88-3275-814-6   |
| 38 | Capitoli - 405. Un nuovo regno (新しい国?, Atarashī kuni) - 406. Addio (別れ?, Wakare) - 407. Comandante di cinquemila uomini (五千人将?, Gosen-nin shō) - 408. L'anno dell'atto decisivo (決着の年?, Kecchaku no nen) - 409. Un uomo senza nulla (何もない男?, Nan mo nai otoko) - 410. Una delle due (二つに一つ?, Futatsu ni hitotsu) - 411. Volteggiando a Yong (雍に舞う?, Yō ni mau) - 412. La cerimonia della maggiore età (加冠の儀?, Kakan no gi) - 413. La voce degli avi (祖霊の声?, Sorei no koe) - 414. Gli inamovibili tre (三方ゆずらず?, San kata yuzurazu) - 415. Come si creano soldati ribelli (反乱兵の作り方?, Hanran hei no tsukuri kata) |                                        |                                         |
| 39 | La vera natura degli esseri umani 「人の本質」 - Hito no honshitsu | 17 luglio 2015 ISBN 978-4-08-890230-2  | 31 luglio 2019 ISBN 978-88-3275-940-2   |
| 39 | Capitoli - 416. Il luogo delle truppe nascoste (伏兵の場所?, Fukuhei no basho) - 417. La battaglia sul fiume Wei (渡河の戦い?, Toka no tatakai) - 418. Nel bel mezzo della prima volta (初体験の只中?, Hatsu taiken no tadanaka) - 419. L'uomo in piedi (立つ男?, Tatsu otoko) - 420. Rottura (袂を分かつ?, Tamoto o wakatsu) - 421. Due volte lo stesso errore (二の舞?, Ninomai) - 422. Vite da proteggere (守り抜く命?, Mamorinuku inochi) - 423. L'origine del mondo (天下の起源?, Tenka no kigen) - 424. Un regno da sogno (夢の国?, Yume no kuni) - 425. Sentimenti legittimi (正しい感情?, Tadashī kanjō) - 426. La vera natura degli uomini (人の本質?, Hito no honshitsu)                                                                                 |                                        |                                         |
| 40 | La stella gigante della disfatta 「敗北の巨星」 - Haiboku no kyosei | 19 ottobre 2015 ISBN 978-4-08-890277-7 | 30 ottobre 2019 ISBN 978-88-349-0038-3  |
| 40 | Capitoli - 427. Parole decise (決意の言葉?, Ketsui no kotoba) - 428. Fuga disperata (命懸けの逃避?, Inochigake no tōhi) - 429. La popolarità del comandante (将の人望?, Shō no jinbō) - 430. Il suono della salvezza (救世の音色?, Kyūsei no onshoku) - 431. L'avanzata furiosa del capovolgimento (逆転の猛進?, Gyakuten no mōshin) - 432. Tramonto decisivo (決着の夕暮れ?, Kecchaku no yūgure) - 433. Il fallimento del complotto (謀略の崩壊?, Bōrya ku no hōkai) - 434. La stella gigante della disfatta (敗北の巨星?, Haiboku no kyosei) - 435. La conclusione della rivolta interna (内乱の終着点?, Nairan no shūchaku ten) - 436. L'ultima suppplica (最後の懇願?, Saigo no kongan) - 437. Legame tra genitori e figli (親子の繋がり?, Oyako no tsunagari) |                                        |                                         |

## Volumi 41-50
| 41 | 19 gennaio 2016 | ISBN 978-4-08-890347-7 | 12 febbraio 2020  | ISBN 978-88-349-0186-1 |
| 41 | Capitoli - 438. Il momento di spiccare il volo (雄飛の刻?, Yūhi no koku) - 439. I futuro dei sei grandi generali (六将の行方?, Roku shō no yukue) - 440. L'artefice dell'assassinio (暗殺の首謀者?, Ansatsu no shubō-sha) - 441. La sedia di primo ministro (宰相の席?, Saishō no seki) - 442. Persone simili (似た者同士?, Nita mono-dōshi) - 443. I mostri scendono in campo (化物達の出陣?, Bakemono-tachi no shutsujin) - 444. Occupazione senza castello (城無き占領?, Shiro naki senryō) - 445. L'esito della beffa (翻弄の末に?, Honrō no sue ni) - 446. Il piano per sorprendere il nemico (意表をつく策?, Ihyō o tsuku saku) - 447. I comandanti supremi si muovono (総大将動く?, Sō taishō ugoku) - 448. L'odore del fronte (戦場の匂い?, Senjō no nioi) |                        |                   |                        |
| 42 | 19 aprile 2016 | ISBN 978-4-08-890396-5 | 22 luglio 2020    | ISBN 978-88-349-0278-3 |
| 42 | Capitoli - 449. La trappola del ragno (蜘蛛の罠?, Kumo no wana) - 450. L'indole dei briganti (野党の意地?, Yatō no iji) - 451. Notte a Heiyang (黒羊の夜?, Kokuyō no yoru) - 452. L'esito dell'assalto (強襲の成否?, Kyōshū no seihi) - 453. La fine dell'avanzata (進軍の終着地?, Shingun no shūchaku chi) - 454. Le potenzialità di uno stratega (軍師の底力?, Gunshi no sokojikara) - 455. L'attacco di supporto è quello principale (主攻なる助攻?, Shu kō naru jo kō) - 456. La responsabilità del vicecomandante (副長の責任?, Fukuchō no sekinin) - 457. La strenua traversata (執念の渡河?, Shūnen no toka) - 458. Il simbolo di Liyan (離眼の御印?, Rigan no go in) - 459. Il contagio dello spirito combattivo (闘志の伝染?, Tōshi no densen)            |                        |                   |                        |
| 43 | 19 luglio 2016 | ISBN 978-4-08-890471-9 | 30 settembre 2020 | ISBN 978-88-349-0397-1 |
| 43 | Capitoli - 460. Il cuneo della compagnia Fei Xin (飛信隊の楔?, Hishin-tai no kusabi) - 461. La partita decisiva di Heiyang (黒羊の大一番?, Kokuyō no ō ichi ban) - 462. La notte dei dubbi (困惑の夜?, Konwaku no yoru) - 463. La tragedia di Liyan (離眼の悲劇?, Rigan no higeki) - 464. Al limite dell'esasperazione (焦れの限界?, Asere no genkai) - 465. Il campo di battaglia in pugno (掌上の戦場?, Tenohira-jō no senjō) - 466. Un uomo del livello di Li Mu (李牧級の男?, Riboku-kyū no otoko) - 467. Il punto di vista della preda (狩られる側の風景?, Karareru gawa no fūkei) - 468. Fortuna e sfortuna ("吉"と"凶"?, Kichi to kyō) - 469. In un batter d'occhio (一瞬の出来事?, Isshun no dekigoto) - 470. La mia schiena (俺の背中?, Ore no senaka)    |                        |                   |                        |
| 44 | 19 ottobre 2016 | ISBN 978-4-08-890512-9 | 20 gennaio 2021   | ISBN 978-88-349-0455-8 |
| 44 | Capitoli - 471. Inseguimento indomito (執念の追撃戦?, Shūnen no tsuigeki-sen) - 472. Cattiva sorte (狩人の落日?, Karyūdo no rakujitsu) - 473. Ritirata esultante (歓喜の撤退?, Kanki no tettai) - 474. Il dovere dei generali di Zhao (趙将の正念場?, Zhào shō no shōnen-jō) - 475. Passato il turbamento (動揺のその先?, Dōyō no sono saki) - 476. La verità dietro al fumo (煙の真実?, Kemuri no shinjitsu) - 477. Il ruggito della dignità (矜持の咆哮?, Kyōji no hōkō) - 478. La fine dell'incursione (殴り込みの末?, Nagurikomi no sue) - 479. Le grida di Wei Ping (尾平の叫び?, Bihei no sakebi) - 480. Wei Ping e la compagnia Fei Xin (尾平と飛信隊?, Bihei to Hishin-tai) - 481. Un regalo disumano (苛烈な贈物?, Karetsu na okurimono)                  |                        |                   |                        |
| 45 | 19 gennaio 2017 | ISBN 978-4-08-890571-6 | 17 marzo 2021     | ISBN 978-88-349-0539-5 |
| 45 | Capitoli - 482. Liyan e Zhao (離眼と趙国?, Rigan to Zhào-koku) - 483. All'alba della notte decisiva (勝敗の夜ふけ?, Shōhai no yofuke) - 484. Punti di partenza (それぞれの出発?, Sorezore no shuppatsu) - 485. Le notizie di Meng Tian (蒙恬の報せ?, Mōten no shirase) - 486. La guerra dei funzionari (文官達の戦い?, Bunkan-tachi no tatakai) - 487. Il colloquio dei re dell'est e dell'ovest (東西大王会談?, Tōzai daiō kaidan) - 488. Il piano del re di Qin (秦王の絵図?, Qín ō no ezu) - 489. L'orgoglio di Cai Ze (蔡沢の矜持?, Saitaku no kyōji) - 490. Discussione fatale (宿命の舌戦?, Shukumei no zessen) - 491. L'ostacolo di Qin (秦の障壁?, Qín no shōheki) - 492. Reclutare per crescere (成長への募兵?, Seichō e no bohei)                        |                        |                   |                        |
| 46 | 19 aprile 2017 | ISBN 978-4-08-890622-5 | 12 maggio 2021    | ISBN 978-88-349-0622-4 |
| 46 | Capitoli - 493. Nuova partenza (再出発?, Sai shuppatsu) - 494. Il genio nelle segrete (地下牢の賢人?, Shika rō no kenjin) - 495. Piena consapevolezza (相応の覚悟?, Sōō no kakugo) - 496. L'inizio degli sconvolgimenti (激動の起こり?, Gekidō no okori) - 497. Il vero motivo della riunione (集結の本意?, Shūketsu no hon'i) - 498. La tensione di un grande esercito (大軍勢の緊張?, Taigun-zei no kinchō) - 499. Il cuore in mano (手にする想い?, Te ni suru omoi) - 500. L'avanzata dei soldati (進軍路の兵達?, Shingun-ro no hei-tachi) - 501. Sondando le reciproche intenzioni (気運の探り合い?, Kiun no saguriai) - 502. A chi arriva primo (機先を制す者?, Kisen o seisu mono) - 503. Piccioni viaggiatori (火急の鳥?, Kakyū no tori)                    |                        |                   |                        |
| 47 | 19 luglio 2017 | ISBN 978-4-08-890701-7 | 14 luglio 2021    | ISBN 978-88-349-0684-2 |
| 47 | Capitoli - 504. La porta del regno di Zhao (趙の国門?, Zhào no kuni mon) - 505. Esaltazione (熱狂?, Nekkyō) - 506. L'assedio del popolo delle montagne (山の民の攻城戦?, Yama no tami no kōjō-sen) - 507. Ren e Tan (仁と淡?, Jin to Tan) - 508. La spada delle montagne (山民族の剣?, Sanmin-zoku no ken) - 509. L'erede dell'alabarda (矛の継承者?, Hoko no keishō-sha) - 510. Sera da reclute (新兵達の夜?, Shinpei-tachi no yoru) - 511. La trappola di Liewei (列尾の罠?, Retsu o no wana) - 512. Il vero aspetto di Ye (鄴の正体?, Gyō no shōtai) - 513. I pronostici della Cina (中華の予測?, Chūka no yosoku) - 514. Il più idiota dei piani (愚策の極み?, Gusaku no kiwami)                                                                               |                        |                   |                        |
| 48 | 19 ottobre 2017 | ISBN 978-4-08-890759-8 | 15 settembre 2021 | ISBN 978-88-349-0753-5 |
| 48 | Capitoli - 515. I profughi dei piccoli castelli (小城の流民?, Ogi no ryūmin) - 516. L'arma per la conquista (陥落の武器?, Kanraku no buki) - 517. Sfoltimento reciproco (削り合い?, Kezuriai) - 518. Il fronte di Liaoyang (戦地・橑陽?, Senchi.Ryōyō) - 519. Lo stile del comandante supremo (総大将の流儀?, Sō taishō no ryūgi) - 520. L'inizio delle ostilità (火蓋を切る?, Hibuta o kiru) - 521. strani movimenti (機動の妙?, Kidō no myō) - 522. La disperazione dell'ala sinistra (左翼の絶望?, Sayoku no zetsubō) - 523. Il momento dell'ala destra di Qin (秦軍右翼の刻?, Qín gun uyoku no koku) - 524. Il peso specifico della determinazione (覚悟の比重?, Kakugo no hijū) - 525. L'audacia di Ma Nan Ci (馬南慈の気概?, Bananji no kigai)               |                        |                   |                        |
| 49 | 19 gennaio 2018 | ISBN 978-4-08-890839-7 | 24 novembre 2021  | ISBN 978-88-349-0813-6 |
| 49 | Capitoli - 526. La lancia e il martello (槍と鉄槌?, Yari to tettsui) - 527. Le zanne di Liaoyang (橑陽の牙?, Ryōyō no kiba) - 528. I discendenti dei Quanrong (犬戎の末裔?, Quǎnróng no matsuei) - 529. Il coraggio di Duanhe (端和の勇?, Tanwa no yū) - 530. Il drappello della morte (必殺の別動隊?, Hissatsu no betsudō-tai) - 531. La corrente (潮目?, Shiome) - 532. La lama di Xin (信の刃?, Shin no ha) - 533. Il morale perduto (失われた士気?, Ushinawareta shiki) - 534. Fino al tramonto (日没まで?, Nichibotsu made) - 535. Un grado troppo basso (格不足?, Kaku fusoku) - 536. Il secondo primo giorno (二度目の初日?, Ni do-me no shonichi) |                        |                   |                        |
| 50 | 19 aprile 2018 | ISBN 978-4-08-890890-8 | 13 gennaio 2022   | ISBN 978-88-349-0885-3 |
| 50 | Capitoli - 537. Il panorama di un generale (大将軍の景色?, Taishōgun no keshiki) - 538. Ya Han Jin (亜花錦?, Akakin) - 539. L'avversario (戦の相手?, Ikusa no aite) - 540. Guerra di logoramento (消耗戦?, Shōmō-sen) - 541. La terra promessa (予言の地?, Yogen no chi) - 542. Cuneo (楔?, Kusabi) - 543. Verso il fronte principale (主戦場へ?, Shusen-jō e) - 544. La battaglia delle nuove leve (新人戦?, Shinjin-sen) - 545. Intuito (直感?, Chokkan) - 546. Il luogo della grande fiamma (大炎の地?, Ō honō no chi) - 547. Il pianto dell'alabarda (矛の嘆き?, Hoko no nageki) |                        |                   |                        |

## Volumi 51-60
| 51 | 19 luglio 2018 | ISBN 978-4-08-891071-0 | 30 marzo 2022    | ISBN 978-88-349-0940-9 |
| 51 | Capitoli - 548. Un piano nella mischia (乱戦下の策?, Ransen-ka no saku) - 549. Tre errori di calcolo (三つの誤算?, Mittsu no gosan) - 550. L'annuncio del termine ultimo (期限の知らせ?, Kigen no shirase) - 551. Il rapporto del messaggero (伝者の報告?, Den-sha no hōkoku) - 552. Strategia suicida (身を切る作戦?, Miwokiru sakusen) - 553. Rudin (ルーディン?, Rūdin) - 554. Attacco e difesa dell'esercito di Bi (壁軍の攻防?, Kabe-gun no kōbō) - 555. Annientamento individuale (個別撃破?, Kobetsu gekiha) - 556. La difesa di Wang Jian (王翦の守り?, Ōsen no mori) - 557. Sbriciolare i giunti (関節粉砕?, Kansetsu funsai) - 558. Un guerriero sovraumano (人外の武?, Shitogai no take)                                                                     |                        |                  |                        |
| 52 | 19 ottobre 2018 | ISBN 978-4-08-891116-8 | 22 giugno 2022   | ISBN 978-88-349-1013-9 |
| 52 | Capitoli - 559. La direzione dell'ala destra (右翼の行方?, Uyoku no yukue) - 560. Lo spazio di Xin (信の間合い?, Shin no maai) - 561. Un unico fendente (一刀の衝撃?, Ittō no shōgeki) - 562. Un comandante spaventoso (恐将?, Osore shō) - 563. Il capo clan Katari (族長カタリ?, Zokuchō Katari) - 564. Tramonto (落日?, Rakujitsu) - 565. In prima linea (前線にて?, Zensen nite) - 566. La scelta di Duanhe (端和の選択?, Tan Wa no sentaku) - 567. Il sole del uovo giorno (明日の太陽?, Ashita no taiyō) - 568. Il guerriero più forte (最強の戦士?, Saikyō no senshi) - 569. Il giuramento di Bajiou (バジオウの誓い?, Ba Jio no chikai) |                        |                  |                        |
| 53 | 18 gennaio 2019 | ISBN 978-4-08-891188-5 | 31 agosto 2022   | ISBN 978-88-349-1099-3 |
| 53 | Capitoli - 570. Un impeccabile incontro casuale (完璧なる遭遇?, Kanpekinaru sōgū) - 571. Occasione di riscatto (挽回の機?, Bankai no ki) - 572. Vendetta per Katari (カタリの仇?, Katari no kyū) - 573. Chi affronta le cose (立ち向かう者?, Tachimukau mono) - 574. I liberatori (解放者?, Kaihōsha) - 575. Comandi che non arrivano (届かない指示?, Todokanai shiji) - 576. Gli ordini di Wang Jian (王翦の下知?, Ōsen no gechi) - 577. Perfetti estranei (赤の他人?, Aka no tanin) - 578. Entro domani (明日までに?, Ashita made ni) - 579. La mattina del dodicesimo giorno (十二日目の朝?, Jū ni-nichi-me no asa) - 580. Momento di massima forza (最強の瞬間?, Saikyō no shunkan)                                                                                 |                        |                  |                        |
| 54 | 18 aprile 2019 | ISBN 978-4-08-891254-7 | 19 ottobre 2022  | ISBN 978-88-349-1137-2 |
| 54 | Capitoli - 581. Visuale (見える景色?, Mieru keshiki) - 582. L'ultima sera (最後の夜?, Saigo no yoru) - 583. Il tredicesimo giorno (十三日目?, Jū san-nichi-me) - 584. Qualche decina di cavalieri (数十騎?, Kazu jūkki) - 585. Gabbia di fulmini (雷獄?, Raigoku) - 586. Sfida in due stoccate (二突きの勝負?, Futatsuki no shōbu) - 587. Non resta che pregare (祈るのみ?, Inoru nomi) - 588. Il quartier generale dell'ala destra (右翼の本営?, Uyoku no hon'ei) - 589. Incidente nella notte (夜の出来事?, Yoru no dekigoto) - 590. L'importante è attaccare (攻め偏重?, Seme henchō) - 591. Lo scudo dei tre grandi del cielo (三大天の盾?, San dai ten no tate) |                        |                  |                        |
| 55 | 19 agosto 2019 | ISBN 978-4-08-891341-4 | 7 dicembre 2022  | ISBN 978-88-349-1818-0 |
| 55 | Capitoli - 592. Tomba (死に場所?, Shinibasho) - 593. Il quartier generale di Zhao E Long (趙峩龍本陣?, Chō Ga Ryu Honjin) - 594. Cuneo (楔?, Kusabi) - 595. La compagnia migliore (最高の隊?, Saikō no tai) - 596. Uccidi Zhao E Long (趙峩龍を討て?, Chōgaryu o ute) - 597. Buona fortuna (武運を?, Buun o) - 598. Tessitori (紡ぐ者?, Tsumugu mono) - 599. La direzione del vento dell'ala destra (右翼の風向き?, Uyoku no kazamuki) - 600. La quattordicesima notte (十四日目の夜?, Jūyokka-me no yoru) - 601. Il giorno decisivo (決着の日?, Ketchaku no hi) - 602. La formazione di Li Mu (李牧の陣形?, Ri Boku no jinkei) |                        |                  |                        |
| 56 | 19 novembre 2019 | ISBN 978-4-08-891402-2 | 22 febbraio 2023 | ISBN 978-88-349-1819-7 |
| 56 | Capitoli - 603. Le anomalie del quindicesimo giorno (十五日目の異変?, Jū go-nichi-me no ihen) - 604. L'arte militare di Li Mu (李牧の戦術?, Ri Boku no senjutsu) - 605. La lettura di Wang Jian (王翦の読み?, Ōsen no yomi) - 606. L'origine del movimento (起こり?, Okori) - 607. Il colloquio dei comandanti supremi (総大将の対話?, Sōdaishō no taiwa) - 608. Le speranze di vittoria dell'esercito centrale (中央軍の勝ち目?, Chūō-gun no kachime) - 609. L'onda della Cina (中華のうねり?, Chūka no uneri) - 610. Il consiglio di Lin Xiangru (藺相如の助言?, Rin Sō Jo no jogen) - 611. La parte di Wang Jian (王翦の分?, Ōsen no bun) - 612. Colui che ha la risposta (答えを持つ者?, Kotae o motsu mono) - 613. Strategia vincente (必勝戦略?, Hisshō senryaku) |                        |                  |                        |
| 57 | 19 marzo 2020 | ISBN 978-4-08-891506-7 | 26 aprile 2023   | ISBN 978-88-349-1931-6 |
| 57 | Capitoli - 614. Manovra a tenaglia (狭撃戦?, Sema gekisen) - 615. Il quartier generale in pericolo (本陣の危機?, Honjin no kiki) - 616. La ritirata di Wang Jian (王翦の退路?, Ōsen no tairo) - 617. Come fermare la compagnia Fei Xin (飛信隊の止め方?, Hi Shin-tai no tome-kata) - 618. I sentimenti per il fronte (戦場への思い?, Senjō e no omoi) - 619. Il quartier generale di Li Mu (李牧本陣?, Ri Boku honjin) - 620. Il ruggito del dio guerriero (武神の咆哮?, Bushin no hōkō) - 621. L'evocatrice (堕とす者?, Hoto sunomono) - 622. Pang Nuan (ホウ煖とは?, Hōdanto wa) - 623. Dare l'esempio (模を示す?, Mo o shimesu) - 624. I rappresentanti degli uomini (人の代表?, Hito no daihyō)                                                                     |                        |                  |                        |
| 58 | 19 giugno 2020 | ISBN 978-4-08-891599-9 | 21 giugno 2023   | ISBN 978-88-349-2084-8 |
| 58 | Capitoli - 625. La contraddizione è la risposta (矛盾の答え?, Mujun no kotae) - 626. La dura realtà (残酷な現実?, Zankokuna genjitsu) - 627. Il compimento della via (道の行方?, Michi no yukue) - 628. Fuoco vitale (命の火?, Inochi no hi) - 629. Il sogno di Xin (信の夢?, Shin no yume) - 630. Tra cielo e terra (天地の間?, Tenchi no ma) - 631. La scalinata color vermiglio (朱い階段?, Akai kaidan) - 632. Di nuovo in moto (再始動?, Saishidō) - 633. Due su dieci (十の二?, Jū no ni) - 634. Il fallimento della strategia (戦略の破綻?, Senryaku no hatan) - 635. Una miniera d'oro (宝の山?, Takara no yama) |                        |                  |                        |
| 59 | 18 settembre 2020 | ISBN 978-4-08-891659-0 | 30 agosto 2023   | ISBN 978-88-349-2188-3 |
| 59 | Capitoli - 636. La strada dei rifornimenti (補給軍の行方?, Hokyū-gun no yukue) - 637. La vita di Ye (ギョウの命?, Gyō no inochi) - 638. Via fiume (水路?, Suiro) - 639. Buone notizie (吉報?, Kippō) - 640. La perno del regno (国の要?, Kuni no kaname) - 641. Un serio problema (深刻な問題?, Shinkokuna mondai) - 642. Merito speciale di prima classe (第一等の特別功?, Dai ittō no tokubetsu issao) - 643. Dichiarazione d'intenti (覚悟の通達?, Kakugo no tsūtatsu) - 644. Sala Taoquan (桃泉殿?, Momo senden) - 645. La vita del re di Zhao (趙王の命?, Chō-ō no inochi) - 646. Dai tempi di Yanmen (雁門以来?, Ganmon irai) |                        |                  |                        |
| 60 | 18 dicembre 2020 | ISBN 978-4-08-891735-1 | 25 ottobre 2023  | ISBN 978-88-349-1270-6 |
| 60 | Capitoli - 647. I movimenti di Henan (河南の動き?, Kanan no ugoki) - 648. Il problema di Sua Maestà (大王の問題?, Daiō no mondai) - 649. Dipende dalle condizioni (条件次第?, Jōken shidai) - 650. L'inizio delle ostilità (開戦の日?, Kaisen no hi) - 651. Un fronte molto ambito (人気の戦場?, Ninki no senjō) - 652. Il messaggio del capo (主からの言葉?, Shukara no kotoba) - 653. Combattere insieme (共闘せよ?, Kyōtō seyo) - 654. Non siamo di Chu (楚にあらず?, Suwae ni arazu) - 655. Una nuova strategia (新たな戦術?, Aratana senjutsu) - 656. Mi interessa (興味がある?, Kyōmigāru) - 657. Il significato della liberazione (解放の意味?, Kaihō no imi) |                        |                  |                        |

## Volumi 61-70
| 61 | 19 aprile 2021 | ISBN 978-4-08-891843-3 | 10 gennaio 2024  | ISBN 978-88-349-1351-2 |
| 61 | Capitoli - 658. Sii Pronto (一つの覚悟?, Hito-tsu no kakugo) - 659. Fino al prossimo incontro (次会う日まで?, Tsugo au hi made) - 660. Buoni o cattivi? (善か悪か?, Zen ka waru ka) - 661. Benefici (利有り?, Ri ari) - 662. Il motivo delle difficoltà (苦戦の理由?, Kusen no riyū) - 663. Voci su Qiang Lei (羌瘣の噂?, Kyōkai no uwasa) - 664. Sorellina (妹分?, Imōtobun) - 665. L'obiettivo di Li (礼の目的?, Rei no mokuteki) - 666. Abisso di tenebre (闇の淵?, Yami no fuchi) - 667. Tre giorni dopo (三日後?, Mikka-go) - 668. Tradimento (裏切り?, Uragiri) |                        |                  |                        |
| 62 | 16 luglio 2021 | ISBN 978-4-08-892030-6 | 28 febbraio 2024 | ISBN 978-88-349-2424-2 |
| 62 | Capitoli - 669. Shi (識?, Shiki) - 670. Una decisione fatale (致命的なこと?, Chimei-teki na koto) - 671. La cerimonia di designazione (任命の儀?, Ninmei no gi) - 672. Ali dorate (黄金の翼?, Ōgon no tsubasa) - 673. L'aria che tira (漂う空気?, Tadayou kūki) - 674. Chiamata su un terreno pericoloso (険地への誘い?, Ken chi e no sasoi) - 675. Avanti (前へ?, Mae e) - 676. Il motivo della sete (渇きの理由?, Kawaki no riyū) - 677. La destinazione della compagnia Fei Xin (飛信隊の行方?, Hishin-tai no yukue) - 678. Yingqiu (影丘?, Eikyū) - 679. Il primo passo per la conquista (攻略の糸口?, Kōrya ku no itoguchi) |                        |                  |                        |
| 63 | 19 novembre 2021 | ISBN 978-4-08-892129-7 | 29 maggio 2024   | ISBN 978-88-349-2538-6 |
| 63 | Capitoli (traduzioni letterali dei titoli) - 680. Il tuo messaggio principale (お頭の伝言?, O atama no dengon) - 681. Il grande potere (強靱な力?, Kyōjin na chikara) - 682. Lotta sulla scogliera (崖上の闘争?, Gaijō no tōsō) - 683. Genitore e figlio stupidi (バカ親子?, Baka oyako) - 684. Corpo d'attacco a sorpresa (奇襲の別働隊?, Kishū no betsudōtai) - 685. Al momento della condanna (断罪の時?, Danzai no toki) - 686. Lo scopo del cavallo costante (恒騎の狙い?, Tsune-ki no nerai) - 687. Dolore (痛み?, Itami) - 688. Sfida lavorativa (勤きの勝負?, Tsutomoki no shōbu) - 689. Il massimo del divertimento (最大の娯楽?, Saidai no goraku) - 690. Come programmato (予定通り?, Yotei-dōri) |                        |                  |                        |
| 64 | 18 febbraio 2022 | ISBN 978-4-08-892216-4 | 24 luglio 2024   | ISBN 978-88-349-2685-7 |
| 64 | Capitoli (traduzioni letterali dei titoli) - 691. Numero di kamado (竈の数?, Kamado no kazu) - 692. Terzo soldato (第三の兵?, Dai san no hei) - 693. Storia superficiale (浅い話?, Asai hanashi) - 694. Guerra dell'informazione (情報戦?, Jōhō-sen) - 695. Scatola (箱?, Hako) - 696. Voci di liberazione (解放の噂?, Kaihō no uwasa) - 697. Il ruolo dello shogun (将軍の役目?, Shōgun no yakume) - 698. Il motivo del massacro (虐殺の理由?, Gyakusatsu no riyū) - 699. Il numero di cacciatori di teste (首級の数?, Shukyū no kazu) - 700. Il cigolio del dopoguerra (戦後の軋み?, Sengo no kishimi) - 701. Il ritorno del generale (大将軍の帰還?, Daishōgun no kikan) |                        |                  |                        |
| 65 | 17 giugno 2022 | ISBN 978-4-08-892332-1 | 9 ottobre 2024   | ISBN 978-88-349-2737-3 |
| 65 | Capitoli (traduzioni letterali dei titoli) - 702. Sorprendente (驚くべきもの?, Odorokubeki mono) - 703. La grande strategia opposta (逆手の大戦略?, Gyakute no dai senryaku) - 704. Inizia verso nord (北上開始?, Hokujō kaishi) - 705. Dimezza i nemici di Li Mu (李牧の敵を半分にする?, Riboku no teki o hanbun ni suru) - 706. Lo spirito dell'esercito (扈輒軍の精神?, Kozu-gun no seishin) - 707. La persona che non cavalca (乗らない相手?, Noranai aite) - 708. Grado di vendetta (復讐心の度合い?, Fukushū shin no doai) - 709. Una decisione importante (大きな選択?, Ōkina sentaku) - 710. Mondi separati (世界の違い?, Sekai no chigai) - 711. Numeri sottili (微妙な数?, Bimyōna kazu) - 712. Avanzata miracolosa (奇跡の前進?, Kiseki no zenshin) - 713. La notte prima della battaglia decisiva (決戦前夜?, Kessen zen'ya) |                        |                  |                        |
| 66 | 16 settembre 2022 | ISBN 978-4-08-892425-0 | 31 dicembre 2024 | ISBN 978-88-349-2965-0 |
| 66 | Capitoli (traduzioni letterali dei titoli) - 714. La forza delle emozioni (思いを力に?, Omoi o chikara ni) - 715. Una guerra in scena (描き切られた戦い?, Kaki kira reta tatakai) - 716. Una via d'uscita (打開策の有無?, Dakai-saku no umu) - 717. Un posto dove combattere (優勢な場所?, Yūseina basho) - 718. Forza combinata (共闘の力?, Kyōtō no chikara) - 719. La formazione a cuneo (錐型の陣?, Kiri-gata no jin) - 720. Ordini dalla bandiera (指示旗?, Shiji hata) - 721. Il vero valore di una persona (真骨頂?, Shinkotchō) - 722. Agendo come uno (前後の呼吸?, Zengo no kokyū) - 723. Il percorso di Hi Shin (飛信隊の道?, Hishin-tai no michi) - 724. Li Xin uccide Huan Yi (李信は桓騎を見殺しにする?, Hi Shin wa Kan Ki o migoroshi ni suru)                                                                            |                        |                  |                        |
| 67 | 19 gennaio 2023 | ISBN 978-4-08-892568-4 | 19 febbraio 2025 | ISBN 978-88-349-3217-9 |
| 67 | Capitoli (traduzioni letterali dei titoli) - 725. Strana formazione (異様な陣形?, Iyōna jinkei) - 726. Dove diventare più forti (強くなる場所?, Tsuyoku naru basho) - 727. L'ascia di Kan Ki (桓騎の鉞?, Kan Ki to Masakari) - 728. Il membro più anziano (最古参?, Saikozan) - 729. Un bel bambino (美しい子?, Utsukushī ko) - 730. Primavera rossa (紅春?, Beni haru) - 731. Il corpo di fanteria in pericolo di vita (命懸けの歩兵団?, Inochigake no hohei-dan) - 732. Le tecniche del Saki (砂鬼の術?, Suna oni no jutsu) - 733. I diseredati (奪われた者?, Ubawareta mono) - 734. Come sopravviviamo (生き延びる手段?, Ikinobiru shudan) - 735. I bastardi in mezzo (中間のやつら?, Chūkan no yatsura) |                        |                  |                        |
| 68 | 18 aprile 2023 | ISBN 978-4-08-892738-1 | 16 aprile 2025   | ISBN 978-88-349-3321-3 |
| 68 | Capitoli (traduzioni letterali dei titoli) - 736. Un castello importante (重要な城?, Jūyō na shiro) - 737. L'unità dello Zhao (趙人の結束?, Chō hito no kessoku) - 738. La testa di Kanki (桓騎の首?, Kanki no kubi) - 739. Sulle mura del castello (城壁の上?, Jōheki no ue) - 740. Il significato della fine (結末の意味?, Ketsumatsu no imi) - 741. La scommessa finale (最後の博打?, Saigo no bakuchi) - 742. Lo scudo di Riboku (李牧の盾?, Riboku no tate) - 743. La promessa (誓い?, Chikai) - 744. I soldati di Ganmon (雁門兵?, Ganmon hei) - 745. Il momento decisivo (決着の刻?, Ketchaku no koku) - 746. Una qualità carente (気持ちの戦い?, Kimochi no tatakai) |                        |                  |                        |
| 69 | 19 luglio 2023 | ISBN 978-4-08-892747-3 | 9 luglio 2025    | ISBN 978-88-349-3525-5 |
| 69 | Capitoli (traduzioni letterali dei titoli) - 747. Le parole del capo (お頭の伝言?, O atama no dengon) - 748. L'intuizione di Ogiko (オギコの勘?, Ogiko no kan) - 749. Famiglia (家族?, Kazoku) - 750. Kanki il decapitatore (首斬り桓騎?, Kubikiri Kanki) - 751. Una differenza di un secondo (一秒の差?, Ichi-byō no sa) - 752. Al santuario (聖地へ?, Seichi e) - 753. La parte posteriore (最後尾?, Saigō) - 754. Un momento per gioire (享楽の刻?, Kyōraku no koku) - 755. Giorno fatidico (それぞれの進路?, Sorezore no shinro) - 756. La prossima strategia (次の戦略?, Tsugi no senryaku) - 757. La capitale dei tre Jin (新鄭?, Shintei) |                        |                  |                        |
| 70 | 17 novembre 2023 | ISBN 978-4-08-892895-1 | 20 agosto 2025   | ISBN 978-88-349-3581-1 |
| 70 | Capitoli (traduzioni letterali dei titoli) - 758. Inganno e insidia (化かし合い?, Bakashi ai) - 759. Il re paradossale (歪な国王?, Ibitsuna kokuō) - 760. La costante (変わらないもの?, Kawaranai mono) - 761. Battaglia di informazioni (情報戦?, Jōhōsen) - 762. Un ordinario legalista (普通の法家?, Futsū no hōka) - 763. Un altro scopo (他の目的?, Hoka no mokuteki) - 764. Il mostro nascosto (怪物?, Kaibutsu) - 765. La battaglia delle ombre (暗い戦い?, Kurai tatakai) - 766. L'amico e compagno di scuola (同門の友?, Dōmon no tomo) - 767. Il villaggio Joto (城戸村?, Jōto mura) - 768. La loro promessa (二人の約束?, Futari no yakusoku) |                        |                  |                        |

## Volumi 71-in corso
| 71 | 19 febbraio 2024 | ISBN 978-4-08-893119-7 | ottobre 2025 | ISBN 978-88-349-3689-4 |
| 71 | Capitoli (traduzioni letterali dei titoli) - 769. La rinascita dell'unità di Hi Shin (新生飛信隊?, Shinsei Hisshin-tai) - 770. La forza militare di quest'anno (今年の軍力?, Kotoshi no gunryoku) - 771. Guerra per vendetta (雪辱戦?, Setsujoku-sen) - 772. Buona fortuna a tutti (それぞれの武運?, Sorezore no buun) - 773. La scintilla che dà inizio alla battaglia (開戦の口火?, Kaisen no kuchibi) - 774. Oltre le loro previsioni (予想の上?, Yosō no ue) - 775. Un'esistenza problematica (厄介な存在?, Yakkaina sonzai) - 776. Mancanza di tatto (不器用なところ?, Bukiyōna tokoro) - 777. Il nemico che sta sulla nostra strada (立ちはだかる敵?, Tachihadakaru teki) - 778. Una sensazione di disagio (違和感の訳?, Iwakan no wake) - 779. Ostacolo incarnato (障壁となる男?, Shōheki to naru otoko) |                        |              |                        |
| 72 | 17 maggio 2024 | ISBN 978-4-08-893237-8 | —            | —                      |
| 72 | Capitoli (traduzioni letterali dei titoli) - 780. Attacco e difesa nell'esercito centrale (中央軍の攻防?, Chūō-gun no kōbō) - 781. Due grandi aggiunte (二傑の加勢?, Ni suguru no kasei) - 782. Il sentiero del generale (総大将の進路?, Sōdaishō no shinro) - 783. Un gioco infantile (子供じみた手?, Kodomo jimita-te) - 784. Il potere delle canzoni (青歌の強さ?, Ao uta no tsuyosa) - 785. Grande donna (大女?, Dai on'na) - 786. La necessità di risolvere (覚悟の必要?, Kakugo no hitsuyō) - 787. Il giuramento di sangue del lupo (狼血の契り?, Ōkami chi no chigiri) - 788. Le aspettative di Ousen (王翦の想定?, Ōsen no sōtei) - 789. Il muro finale (最後の壁?, Saigo no kabe) - 790. Il sangue di Seika (青歌の血?, Ao uta no chi)                                                                 |                        |              |                        |
| 73 | 19 settembre 2024 | ISBN 978-4-08-893381-8 | —            | —                      |
| 73 | Capitoli (traduzioni letterali dei titoli) - 791. Le guerre degli altri (他人の戦争?, Tanin no sensō) - 792. Il particolare dell'evacuazione (脱出の責任?, Dasshutsu no sekinin) - 793. Una vera retroguardia (本物の殿?, Honmono no tono) - 794. Lasciando intatte le radici (根を残す?, Ne o nokosu) - 795. Per il bene della vittoria (勝つために?, Katsu tame ni) - 796. Un barlume di speranza (一縷の望み?, Ichiru no nozomi) - 797. Sgretolamento (砕け散る?, Kudake chiru) - 798. La donna che amo (愛する女?, Aisuru on'na) - 799. Il ciclo della guerra (戦争の輪?, Sensō no wa) - 800. I tre pilastri (三つの柱?, Mittsu no hashira) - 801. Il secondo pilastro (二つ目の柱?, Futatsu-me no hashira)                                                                                                 |                        |              |                        |
| 74 | 18 dicembre 2024 | ISBN 978-4-08-893478-5 | —            | —                      |
| 74 | Capitoli (traduzioni letterali dei titoli) - 802. L'esercito di un grande generale (大将軍の軍勢?, Daishōgun no gunzei) - 803. Il terzo pilastro (三本目の柱?, Mitsumoto-me no hashira) - 804. La nuova forza insolita (異様な新兵群?, Iyōna shinpei-gun) - 805. Con la velocità della luce (電光石火?, Denkōsekka) - 806. Tre opzioni (三つの選択?, Mittsu no sentaku) - 807. Castello di Nanyou (南陽城?, Nan'yō shiro) - 808. Bandiera (旗?, Hata) - 809. La responsabilità dei sei grandi generali (六将の責任?, Roku shō no sekinin) - 810. Cittadini di Nanyou (南陽の民?, Nan'yō no min) - 811. Il significato della lama (刃の意味?, Ha no imi) - 812. Secondo la legge (法の下に?, Hō no shita ni) |                        |              |                        |
| 75 | 18 marzo 2025 | ISBN 978-4-08-893616-1 | —            | —                      |
| 75 | Capitoli (traduzioni letterali dei titoli) - 813. La situazione di Nanyo (南陽の姿?, Nan'yō no sugata) - 814. Gli inviati di Qin (秦の使者?, Hata no shisha) - 815. L'attenzione degli altri regni (列国の注目?, Rekkoku no chūmoku) - 816. Le parole di incoraggiamento del vicecomandante (副将の檄?, Fukushō no geki) - 817. Rompere la situazione di stallo (拮抗を崩す?, Kikkō o kuzusu) - 818. Tou sul retro (最後尾の騰?, Saigo no Tō) - 819. Discussione sul campo di battaglia (戦地の会談?, Senchi no kaidan) - 820. Le parole di Tou (騰の話?, Noboru no hanashi) - 821. La guerra mostruosamente forte (怪力の戦士?, Kairiki no senshi) - 822. Malefici per Wei e Zhao (魏趙の凶星?, Gichō no kyōsei) - 823. il mondo che RakuA Kan vede (洛亜完の視界?, Rakuakan no shikai)                        |                        |              |                        |
| 76 | 17 luglio 2025 | ISBN 978-4-08-893737-3 | —            | —                      |
| 76 | Capitoli (traduzioni letterali dei titoli) - 824. Doveri (役割?, Yakuwari) - 825. Le pietre di Nanyou (南陽石?, Nan'yō ishi) - 826. Una differenza di qualità (質の差?, Shitsu no sa) - 827. La presenza dell'eredità (遺産の存在?, Isan no sonzai) - 828. Gli uomini eccezionali dell'esercito di Tou (騰軍の傑物?, Tōgun no kettsumono) - 829. Il nome di un eroe (英雄の名?, Eiyū no na) - 830. Caos a Shintei (新鄭の混乱?, Shin Tei no konran) - 831. Lo stato della battaglia di Tousa (東砂の戦況?, Higashisuna no senkyō) - 832. Feroce battaglia a Tousa (東砂の激戦?, Higashisuna no gekisen) - 833. Consigli importanti (重要な進言?, Jūyōna shingen) - 834. Il morale dell'esercito Han (韓軍の士気?, Kangun no shiki)                                                                              |                        |              |                        |
| 77 | 17 ottobre 2025 | ISBN 978-4-08-893834-9 | —            | —                      |

## Capitoli non ancora in formatotankōbon
Questa lista è suscettibile di variazioni e potrebbe essere incompleta o non aggiornata.

- 835. Un uomo comune (ふつうの人?, Futsū no hito)
- 836. I doveri della regalità (王族の役目?, Ōzoku no yakume)
- 837. La campana del drago orientale (東龍の鐘?, Tōryū no kane)
- 838. Entra nel castello (入城?, Nyūjō)
- 839. Tradimento (反逆行為?, Hangyaku kōi)
- 840. Abdicazione (譲渡?, Jōto)
- 841. Grande distorsione (大きな歪み?, Ōkina yugami)
- 842. Il peso del fardello (業の重さ?, Gō no omosa)
- 843. La colossale nazione dello stato di diritto (巨大法治国家?, Kyodai hōchi kokka)
- 844. Il generale che superò l'immaginazione (想像を超えた武将?, Sōzō o koeta bushō)
- 845. L'esercito di Atsuyo (閼与の軍勢?, Kanyo no gunzei)
- 846. Il nome che volevo dare (つけたい名前?, Tsuketai namae)